# Mycale paradoxa
Mycale paradoxa är en svampdjursart som först beskrevs av de Laubenfels 1935.  Mycale paradoxa ingår i släktet Mycale och familjen Mycalidae. Inga underarter finns listade i Catalogue of Life.